# Kwiat paproci (film)
Kwiat paproci – polski film obyczajowy z 1972 roku w reżyserii i według scenariusza Jacka Butrymowicza. Zdjęcia kręcono w Warszawie i Józefowie k. Otwocka.
Przez 37 lat film był uważany przez historyków i twórców za bezpowrotnie zaginiony. Obraz jest powszechnie uważany za ostatniego „półkownika” w polskim kinie. Odnalezienia filmu dokonał Piotr Kardas, filmoznawca i animator kultury. Premiera filmu, z udziałem Jacka Butrymowicza oraz odtwórcy głównej roli, Bohdana Łazuki, odbyła się 29 maja 2009 roku w Łodzi.
Obok Bohdana Łazuki, w filmie wystąpili m.in.: Czesław Roszkowski, Wacław Kowalski, Leon Niemczyk, Mieczysław Stoor, Jolanta Bohdal, Wiktor Grotowicz, Edward Rączkowski, Włodzimierz Skoczylas, Andrzej Dobosz, Jan Himilsbach, Zofia Czerwińska, Sylwester Przedwojewski, Alina Jurewicz, Ireneusz Karamon, Janusz Bylczyński, Jerzy Januszewicz, Ryszard Pietruski, Roman Kosierkiewicz, Lech Ordon, Ryszard Barycz.